# Remi Ribeiro
Remi Ribeiro Oliveira (Dom Pedro, 22 de outubro de 1941) é um político brasileiro filiado ao PMDB, com base no Maranhão.
Foi senador da República pelo Maranhão, após a renúncia do primeiro-suplente, Edison Lobão Filho.